# Castelluccio di Noto
Castelluccio di Noto es un yacimiento arqueológico localizado en la provincia de Siracusa, (Sicilia) entre las comunas de Noto y Palazzolo Acreide y que ha dado nombre a la homónima cultura de Castelluccio.
El sitio fue descubierto por el arqueólogo Paolo Orsi, que lo dató entre los siglos XIX a. C. y siglo XV a. C., perteneciendo a la primera Edad del Bronce siciliana. Los investigadores han identificado el plan de la ciudad, situado en un afloramiento rocoso, con una especie de acrópolis fortificada y una necrópolis. 
La necrópolis se compone de más de 200 tumbas talladas en cuevas artificiales, excavadas en las paredes escarpadas de la cantera cercana de La Señora (Cava della Signora). La más monumental es la llamada 'Tomba del Príncipe' con una fachada compuesta por cuatro pilares.
En el yacimiento se han recuperado muchos materiales cerámicos que ahora se exhiben en el museo arqueológico 'Paolo Orsi' de Siracusa, así como artefactos de bronce y dos famosas lápidas grabadas con símbolos espirales.

## Otras excavaciones
En los años 1990, un equipo de arqueólogos recuperaron del yacimiento alrededor de 400 fragmentos cerámicos que se han ido ensamblando, consiguiendo recomponer un contenedor de almacenamiento en forma de huevo de 0,91 m de alto adornado con bandas de cuerda y tres asas verticales. También se encontraron dos cuencos fragmentados con una separación interna que se han datado a finales del III milenio a. C. o a principios del II milenio a. C. Se analizaron los restos orgánicos hallados en los interiores y encontraron residuos de ácidos oleico y linoleico, que identifican que en los contenedores se almacenaba aceite de oliva. De esta manera, se ha encontrado la evidencia química de aceite de oliva más antigua de la prehistoria de Italia.